# Rezervația peisagistică Țipova
Rezervația peisagistică Țipova este o arie protejată, situată în apropierea satului omonim din raionul Rezina, Republica Moldova (ocolul silvic Pohrebeni, Stînca-Horodiște, parcela 42; Horodiște-Funduc, parcelele 43, 44; Scala-Stînca, parcela 45). Are o suprafață de 306 ha. Obiectul este administrat de două organizații: Gospodăria Silvică de Stat Orhei (204 ha) și Întreprinderea Agricolă „Lalova” (102 ha).

## Descriere
Aria include un complex de stânci de-a lungul Nistrului, un defileu, peșteri, monumente de cultură, o mănăstire rupestră (sec. al XI-lea), cascade pe versanții abrupți, pădure de gorun, scumpie, alun și alte specii.
Aria naturală a fost încadrată în etajul deluros de cvercete cu stejar și amestecuri (FD2) cu tipul de stațiune deluros de cvercete cu stejar de versanți și platouri, cu soluri cenușii și cernoziom argiloiluvial, productivitate mijlocie.
Au fost identificate două tipuri de pădure, ambele de productivitate mijlocie:
- stejăret de coastă și platouri;
- stejăret de deal cu gorunet.

## Galerie de imagini

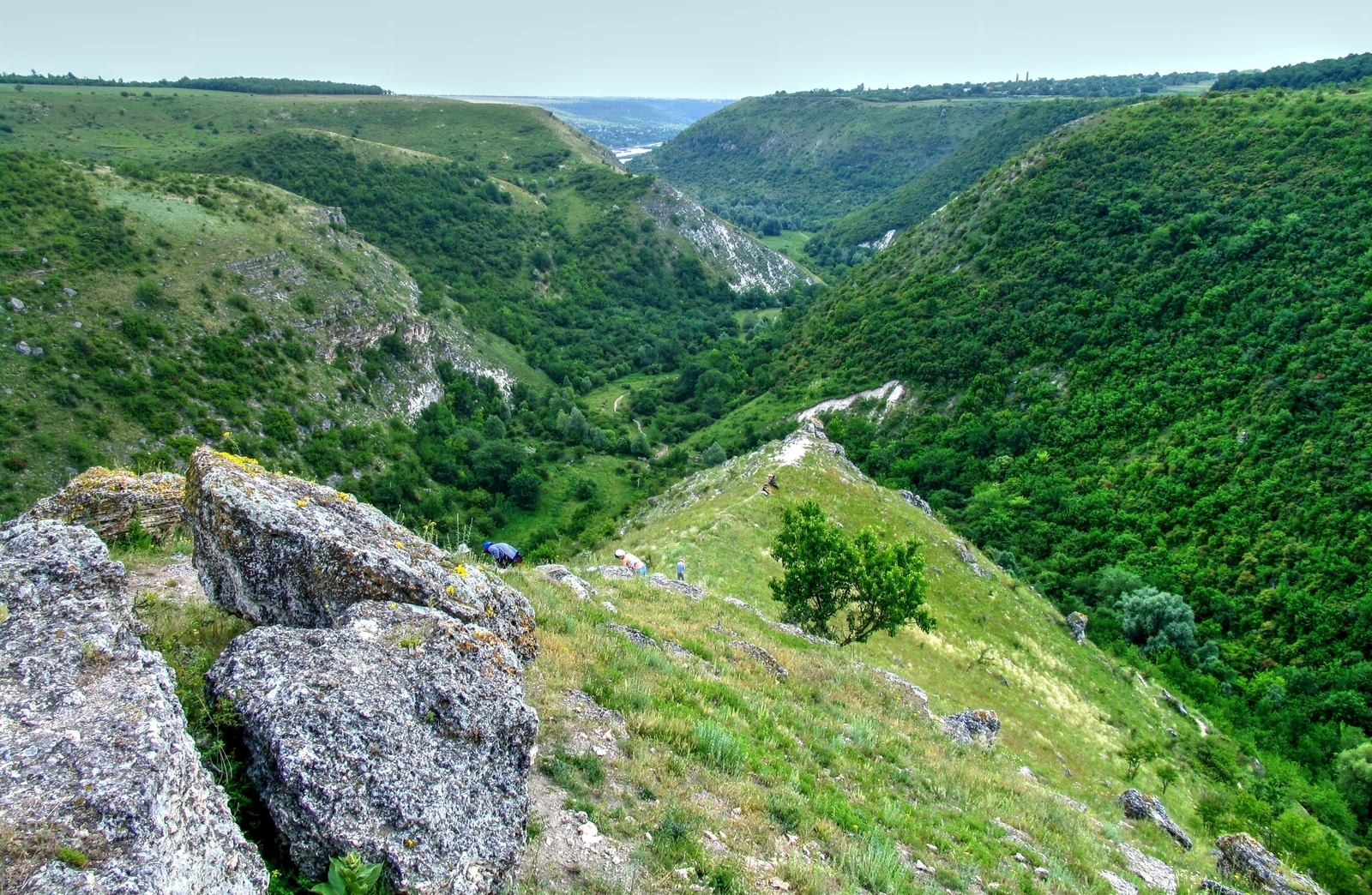
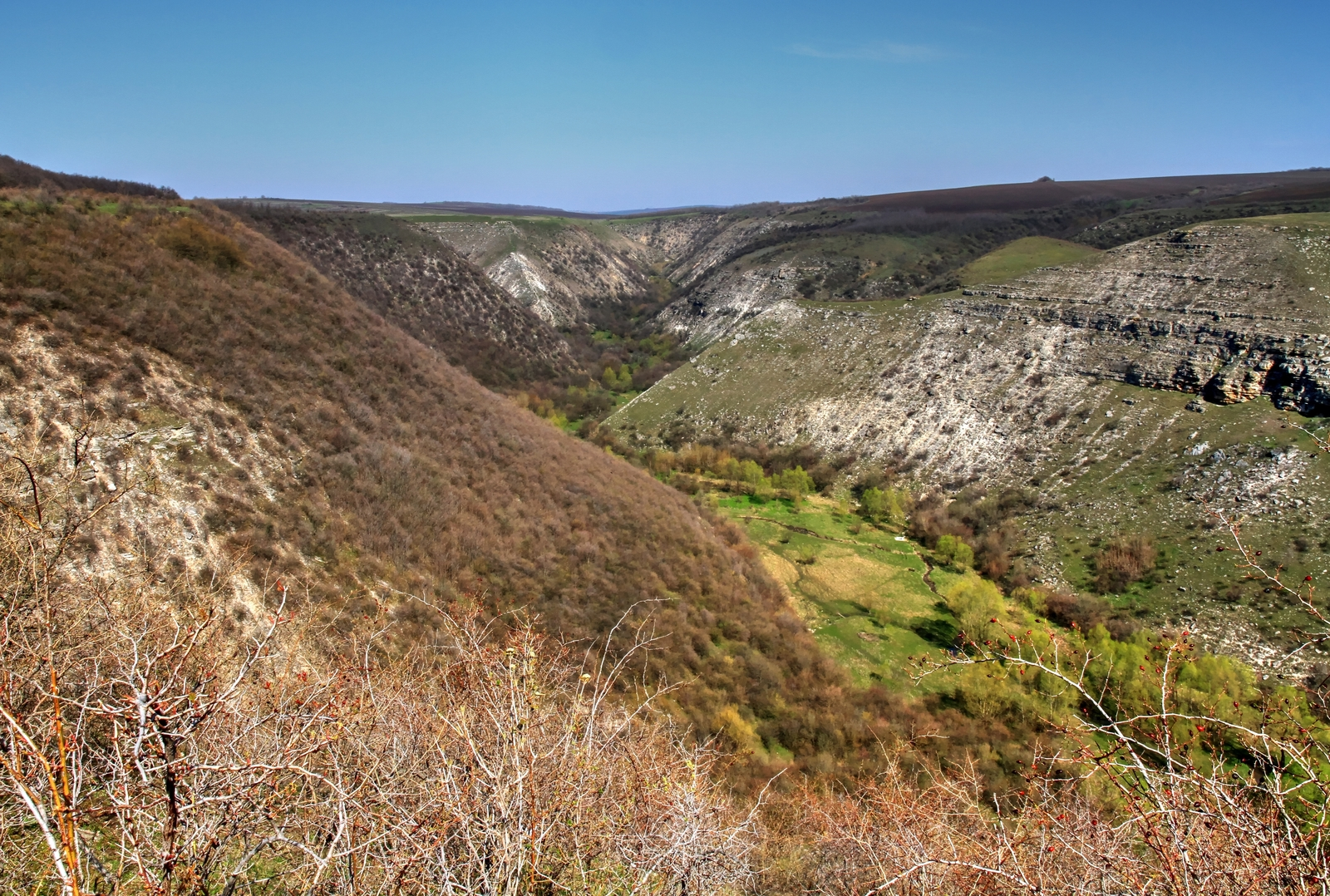
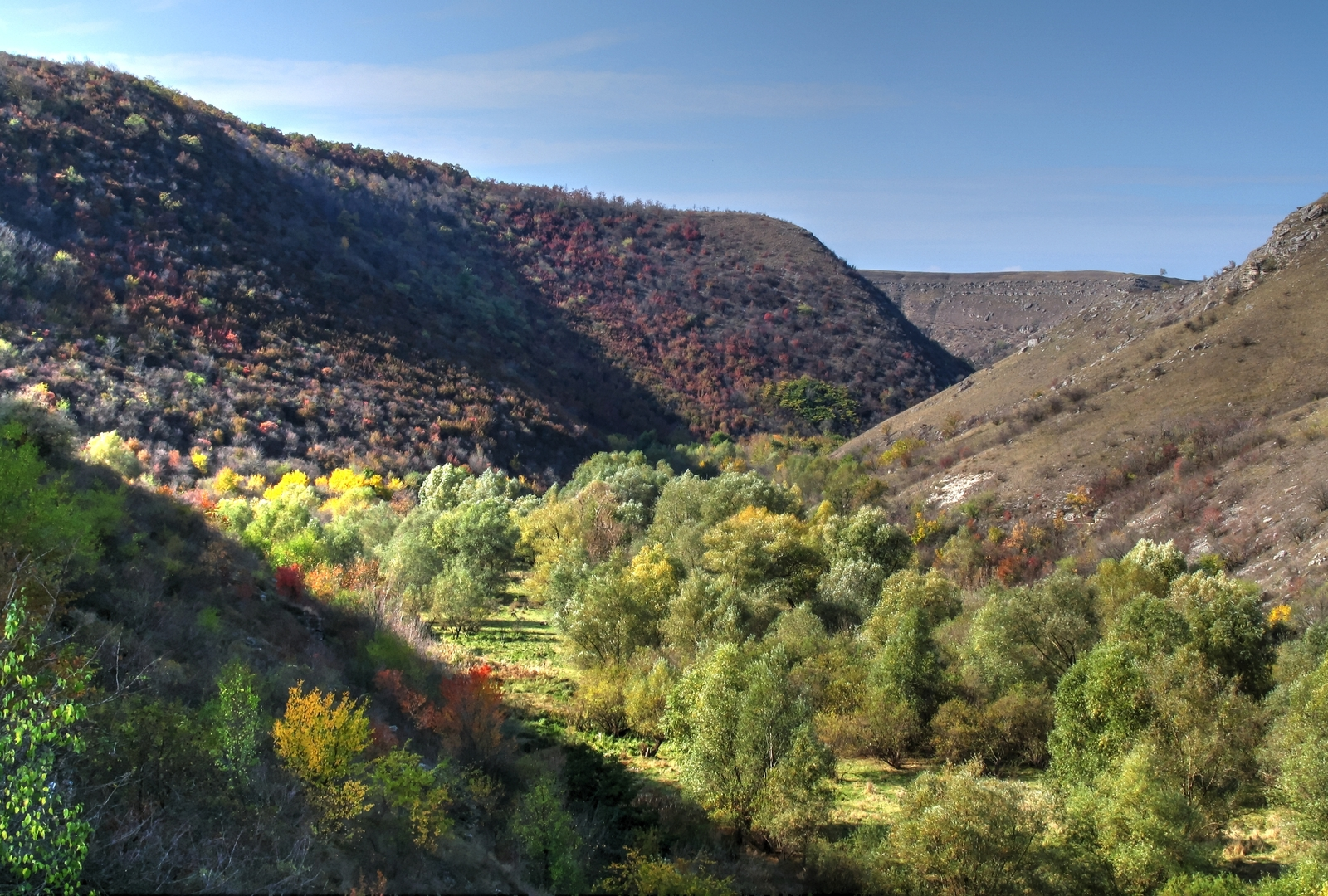
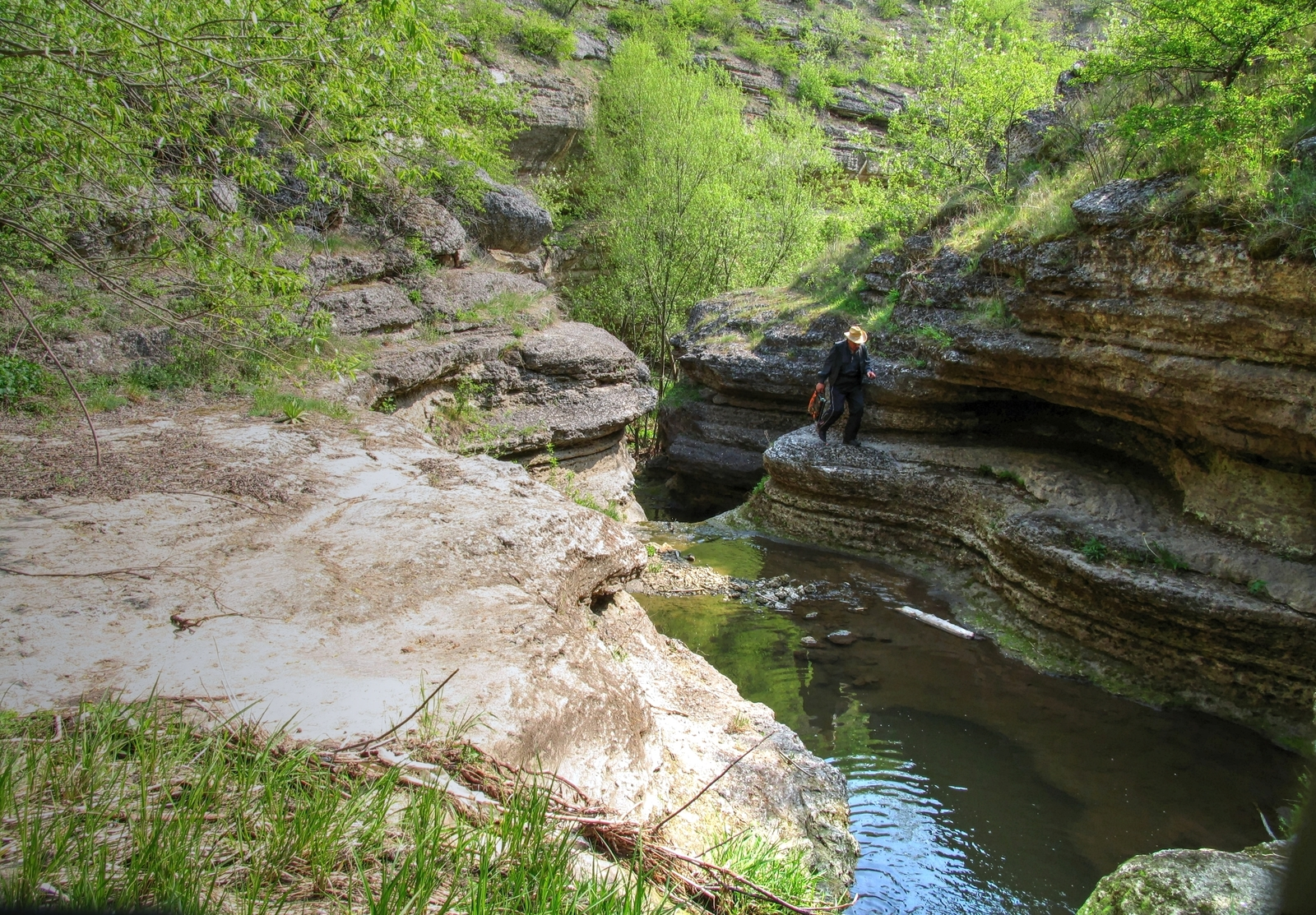
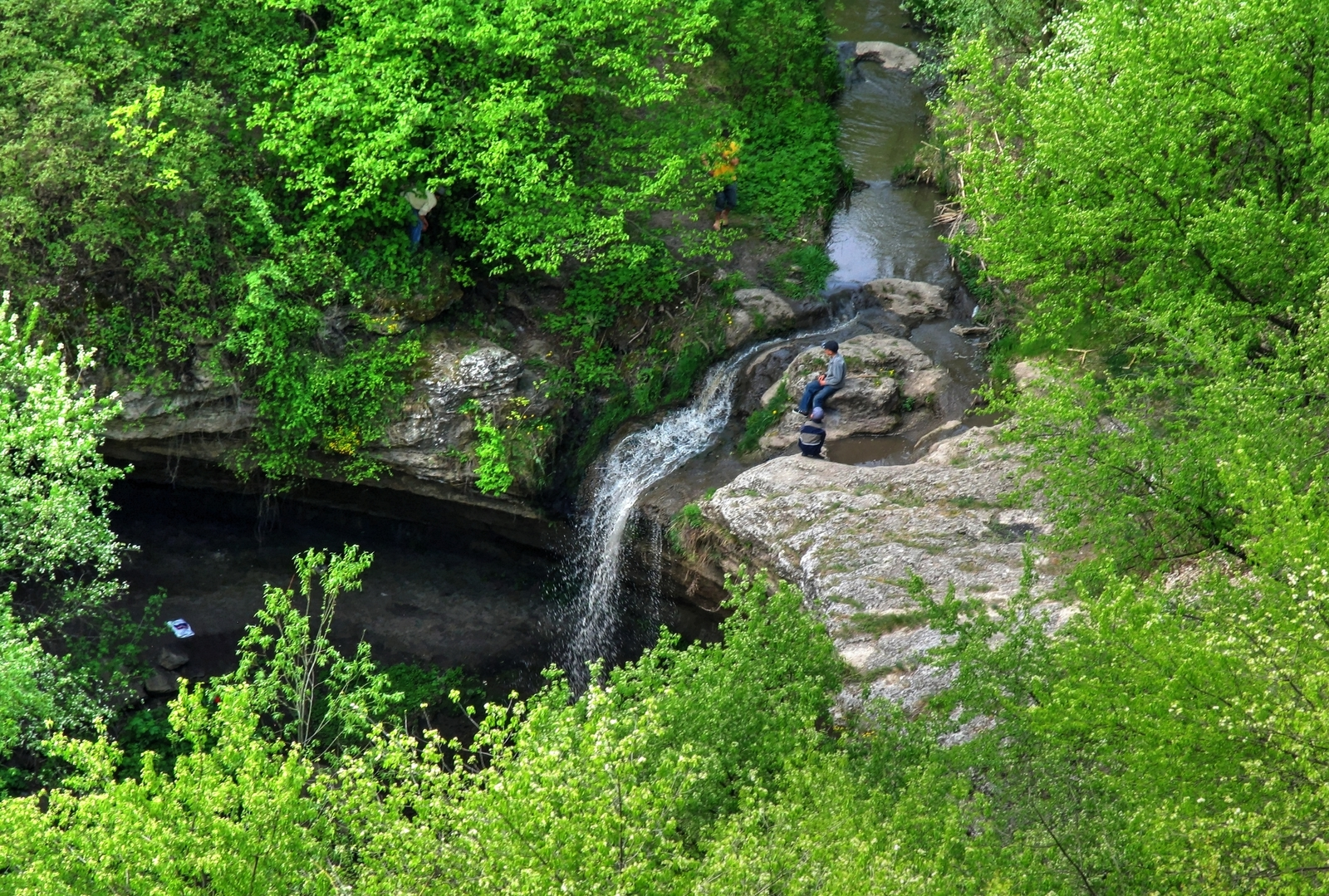
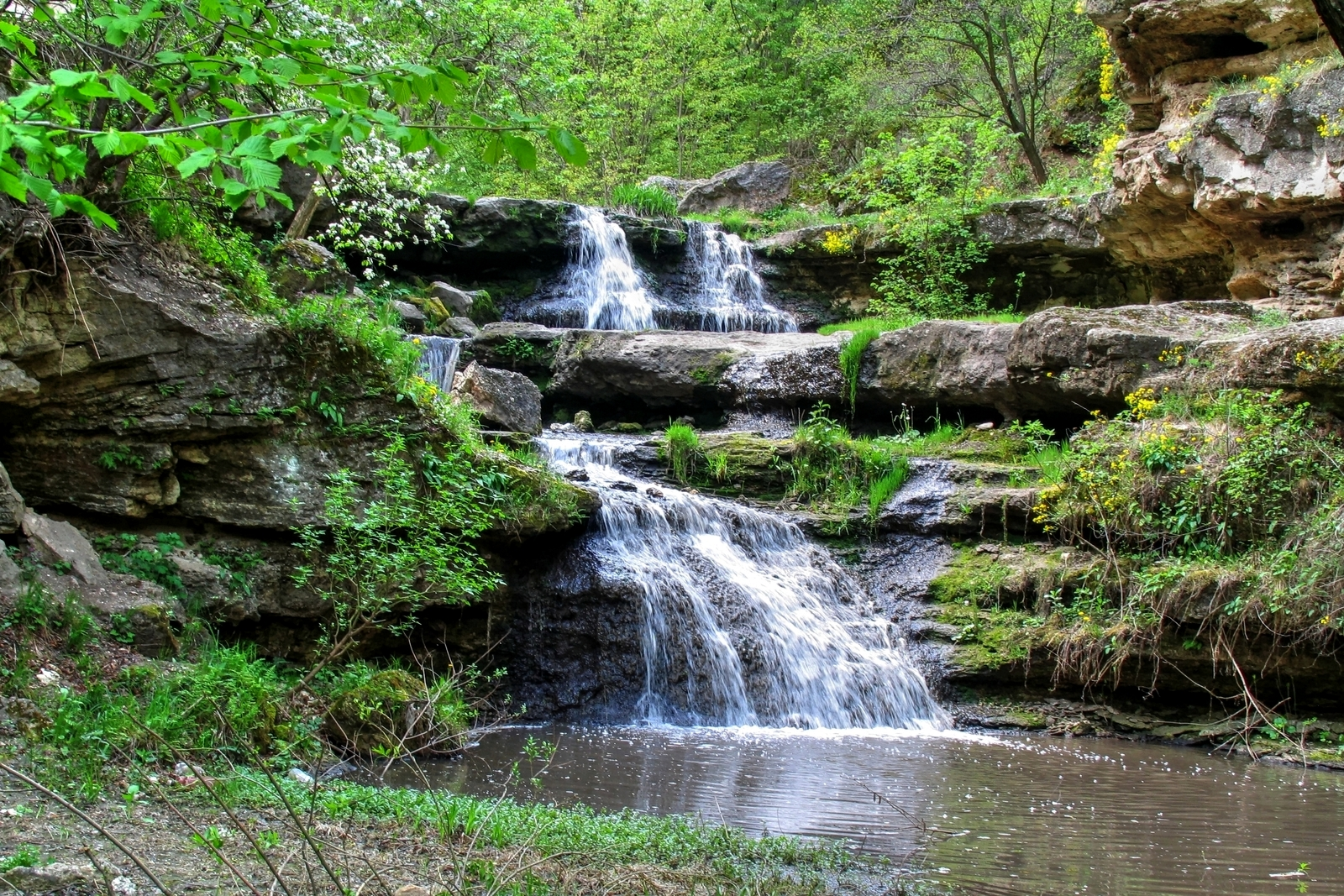
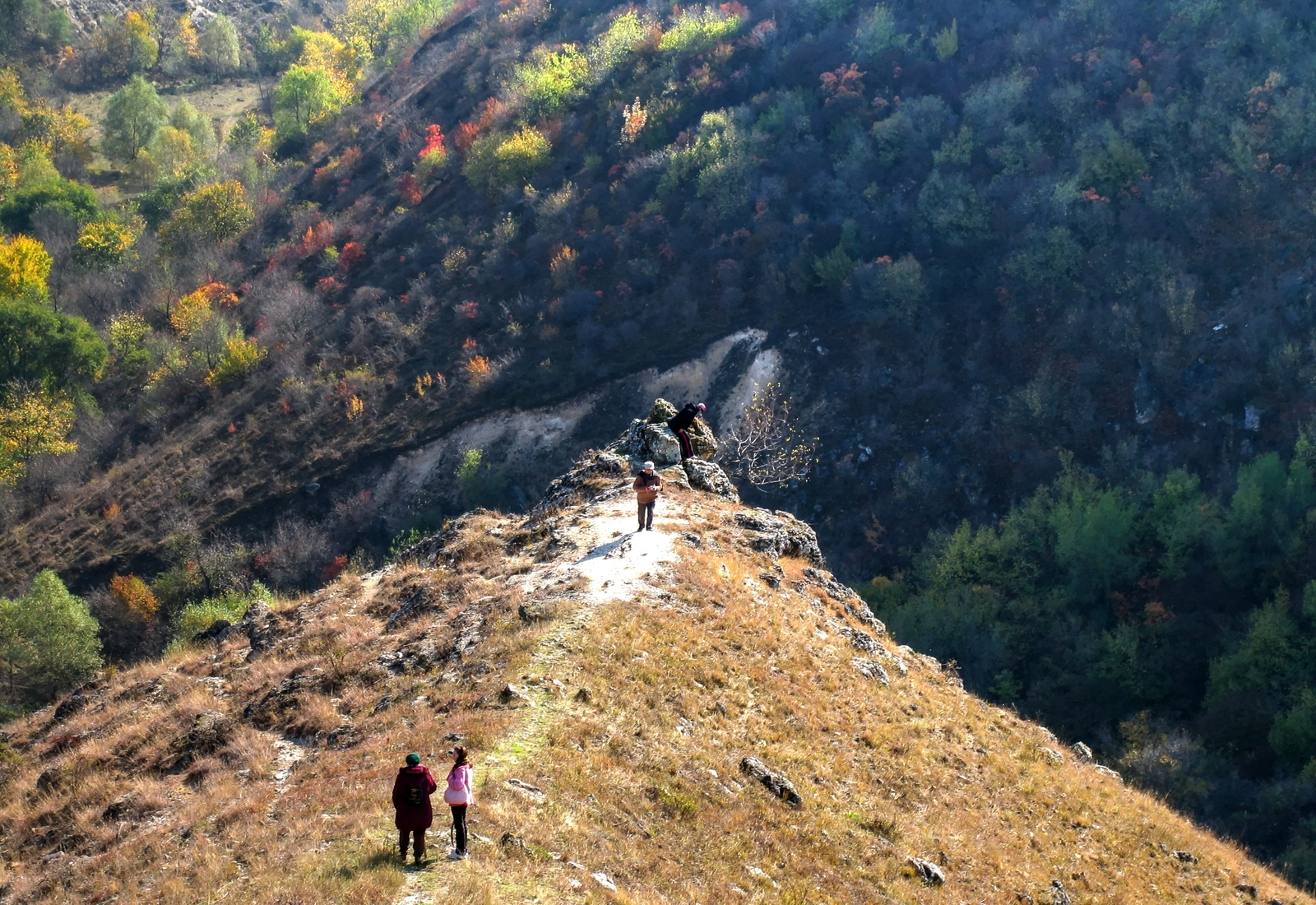
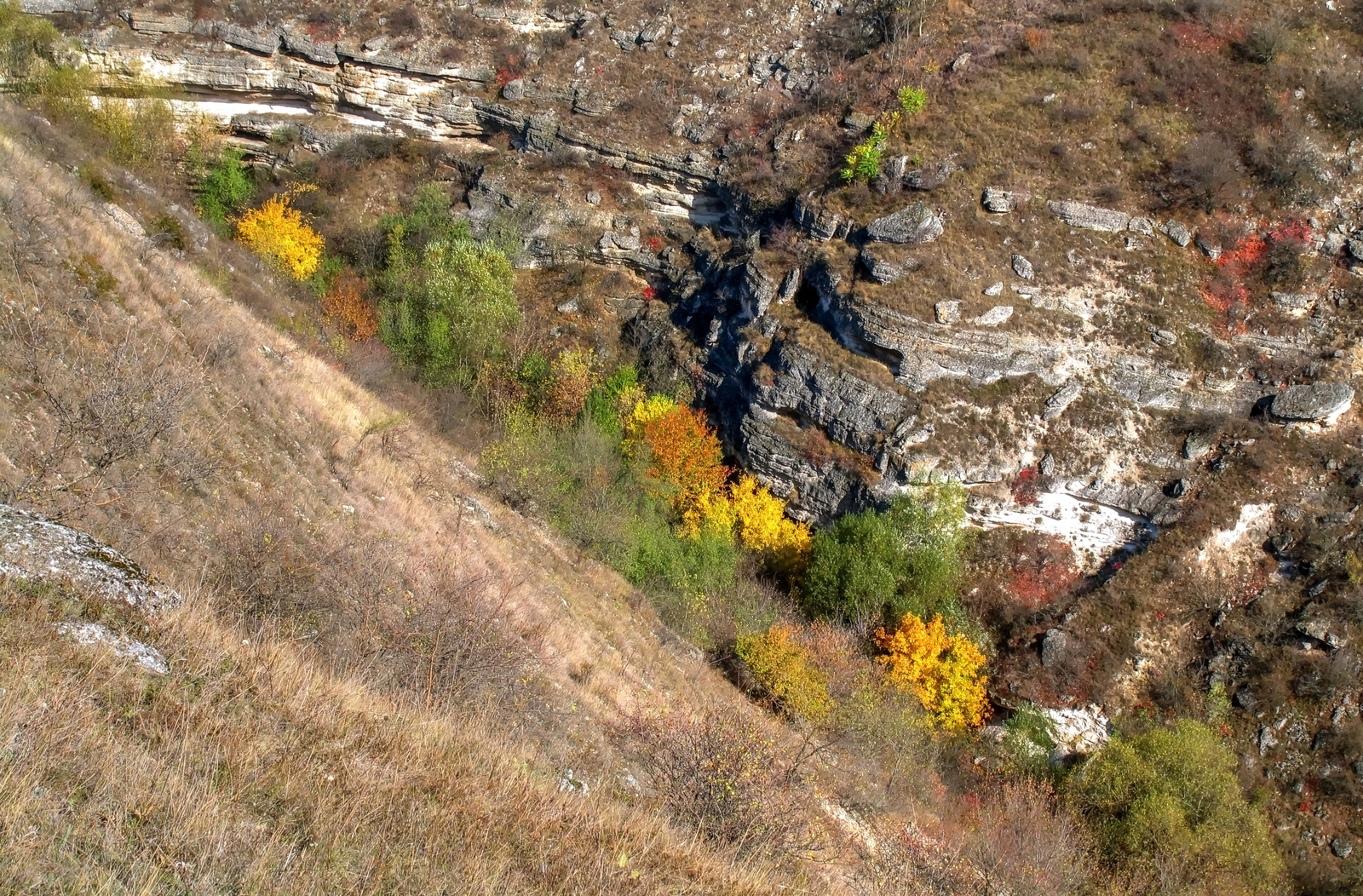
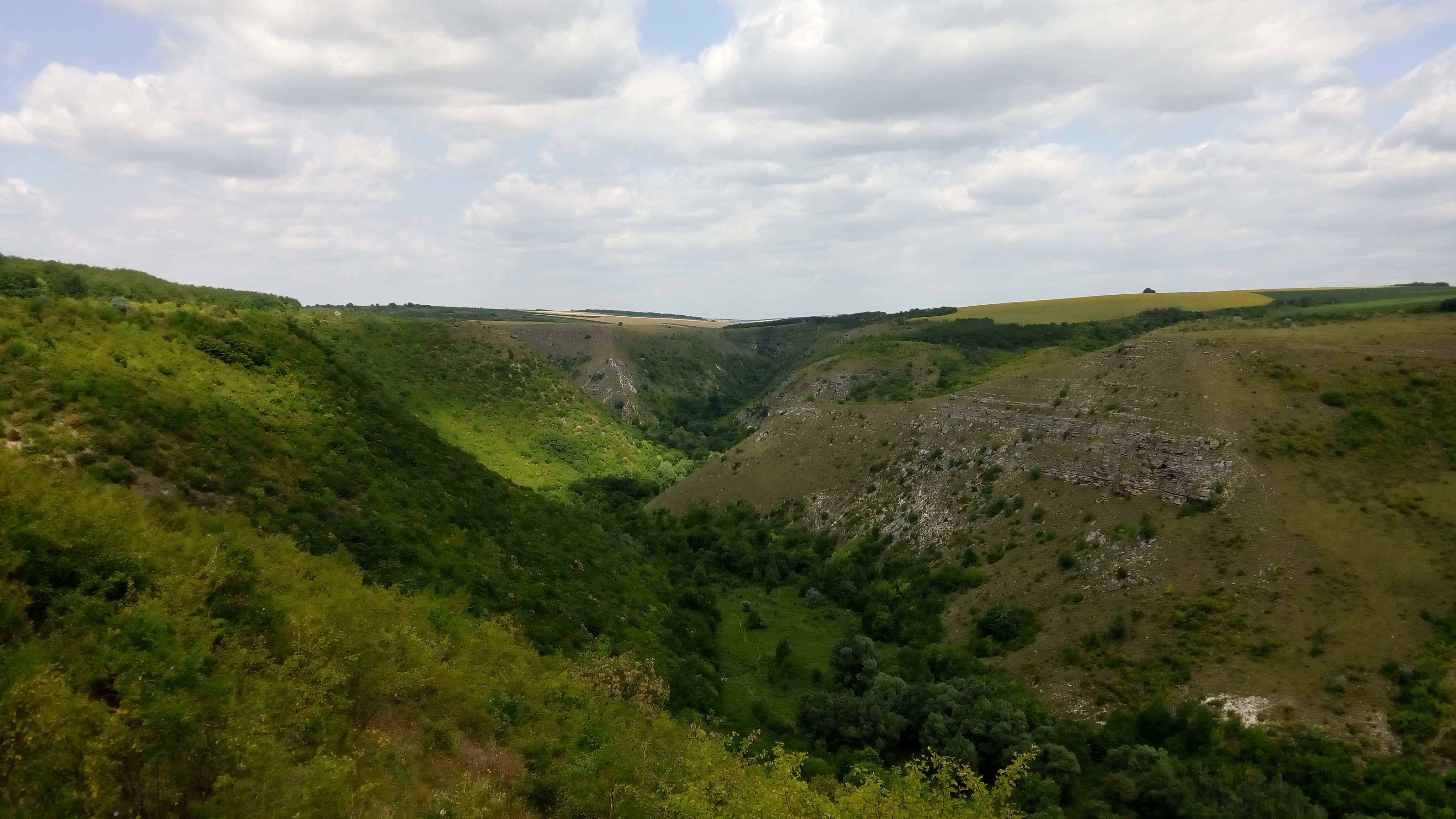
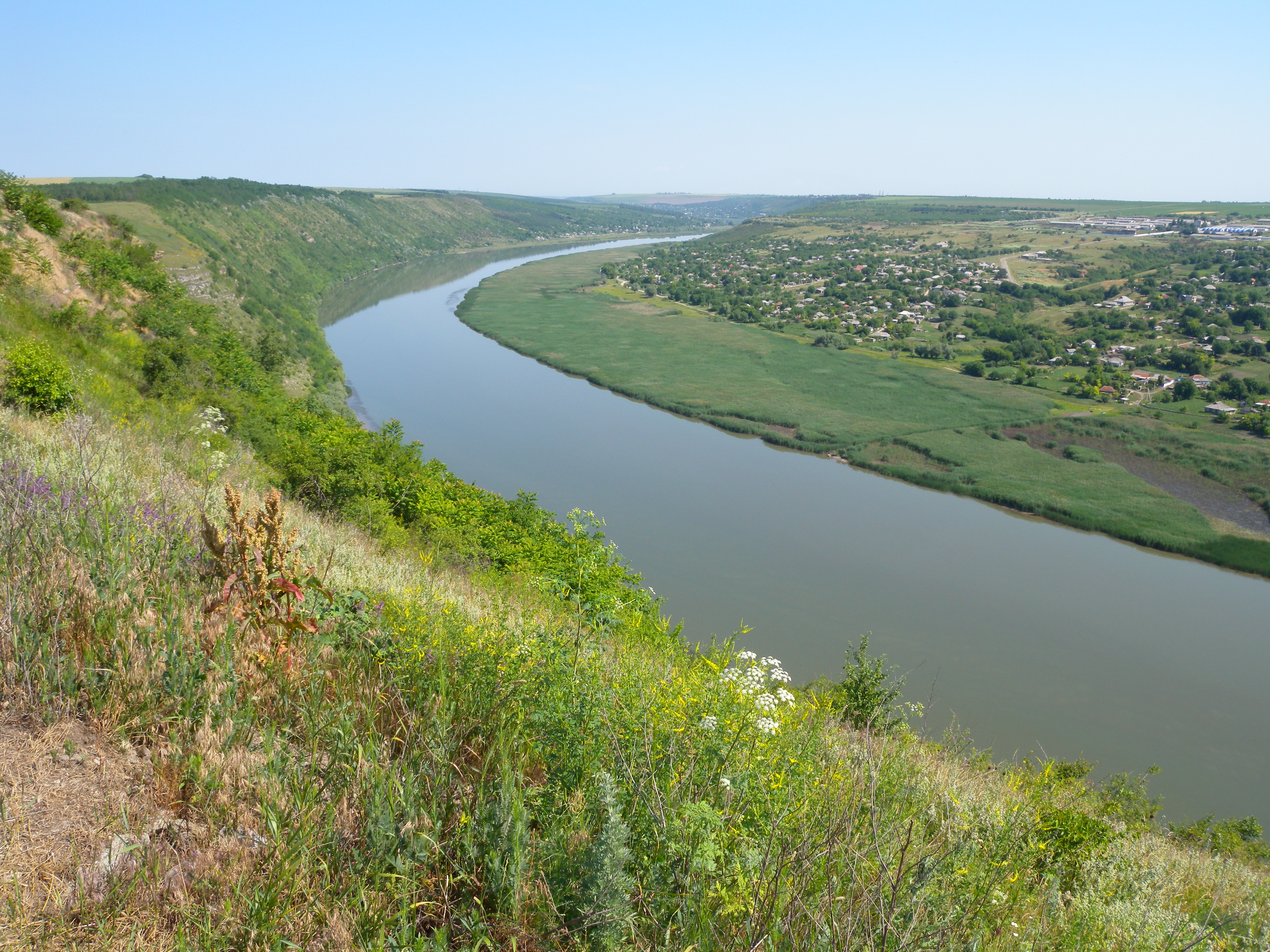
Nistrul la Țipova
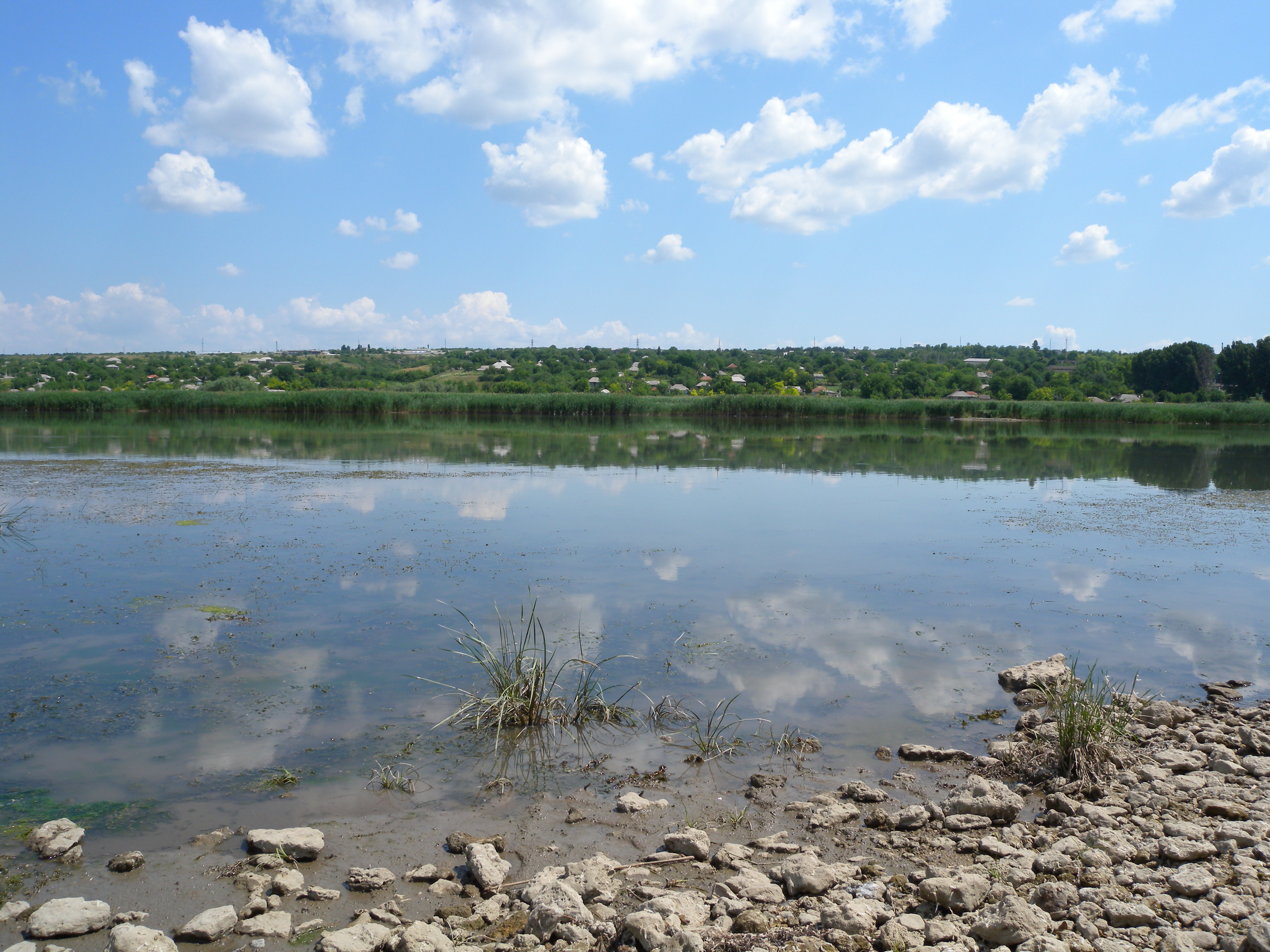
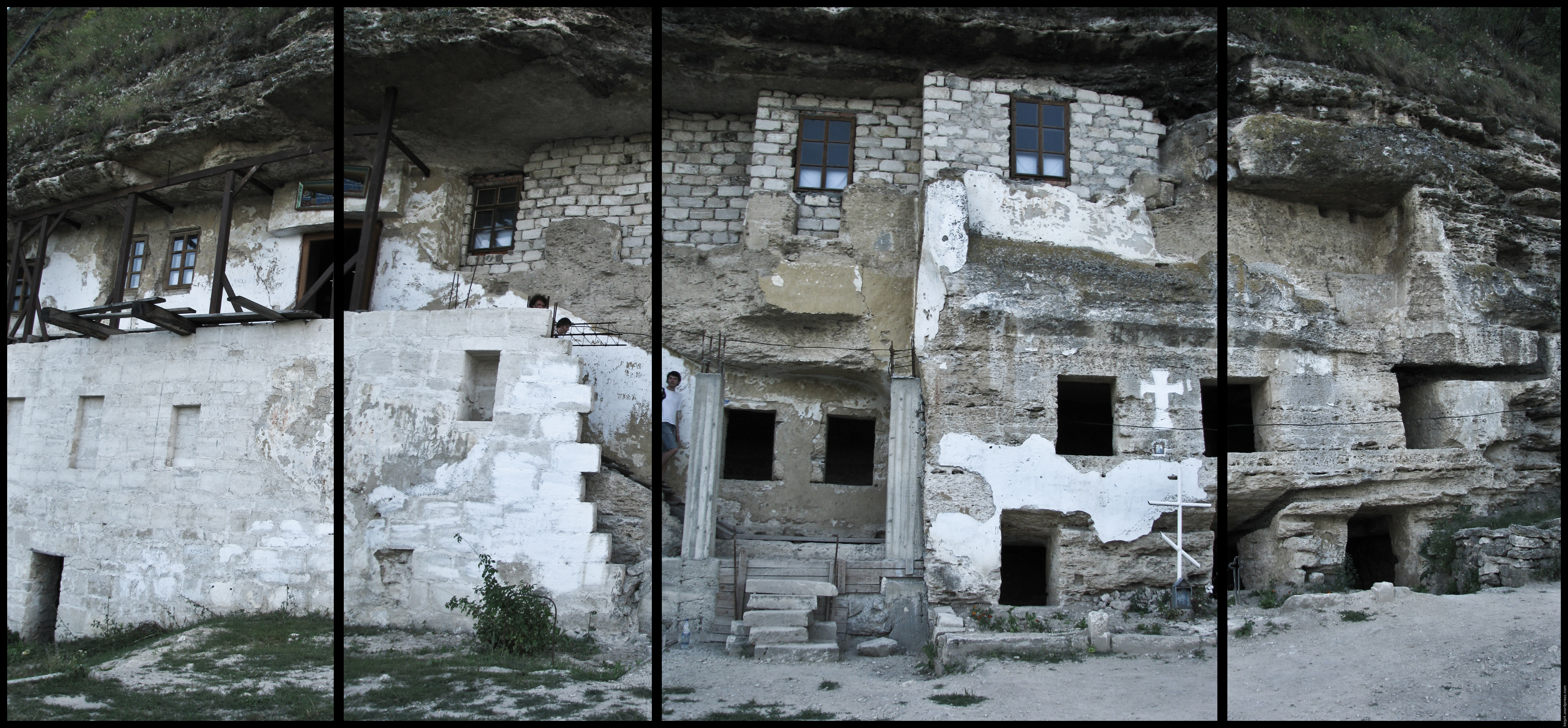
Mănăstirea
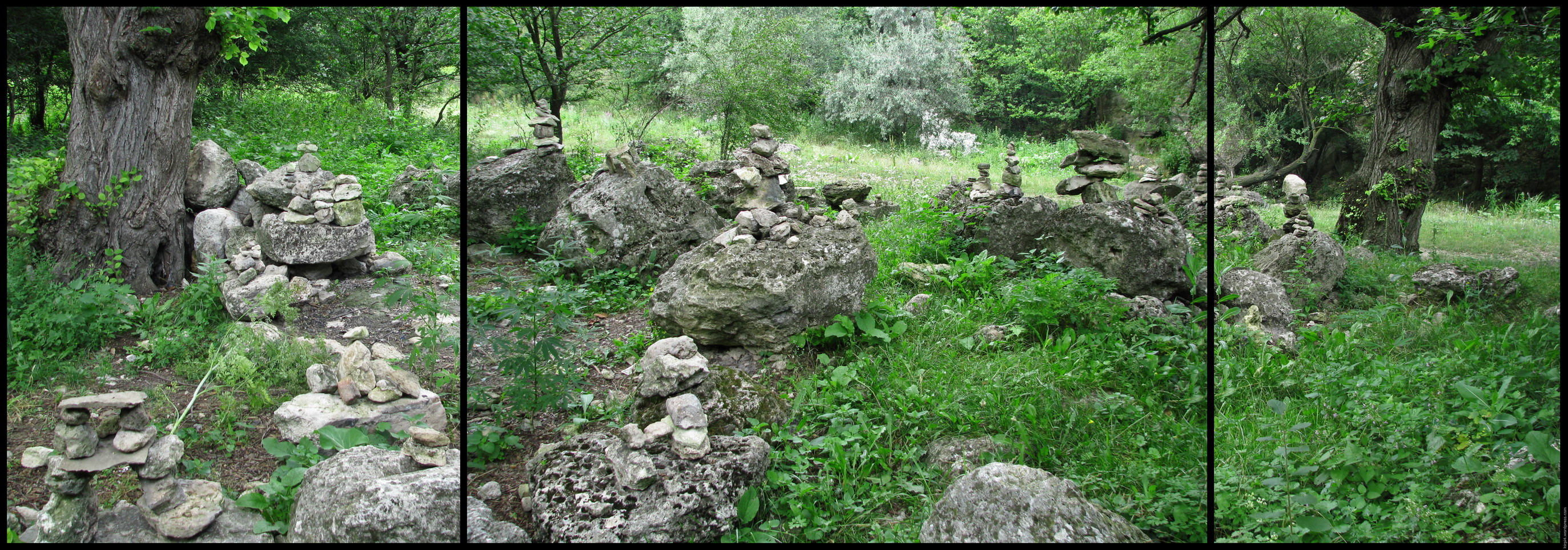
„Piatra dorințelor”
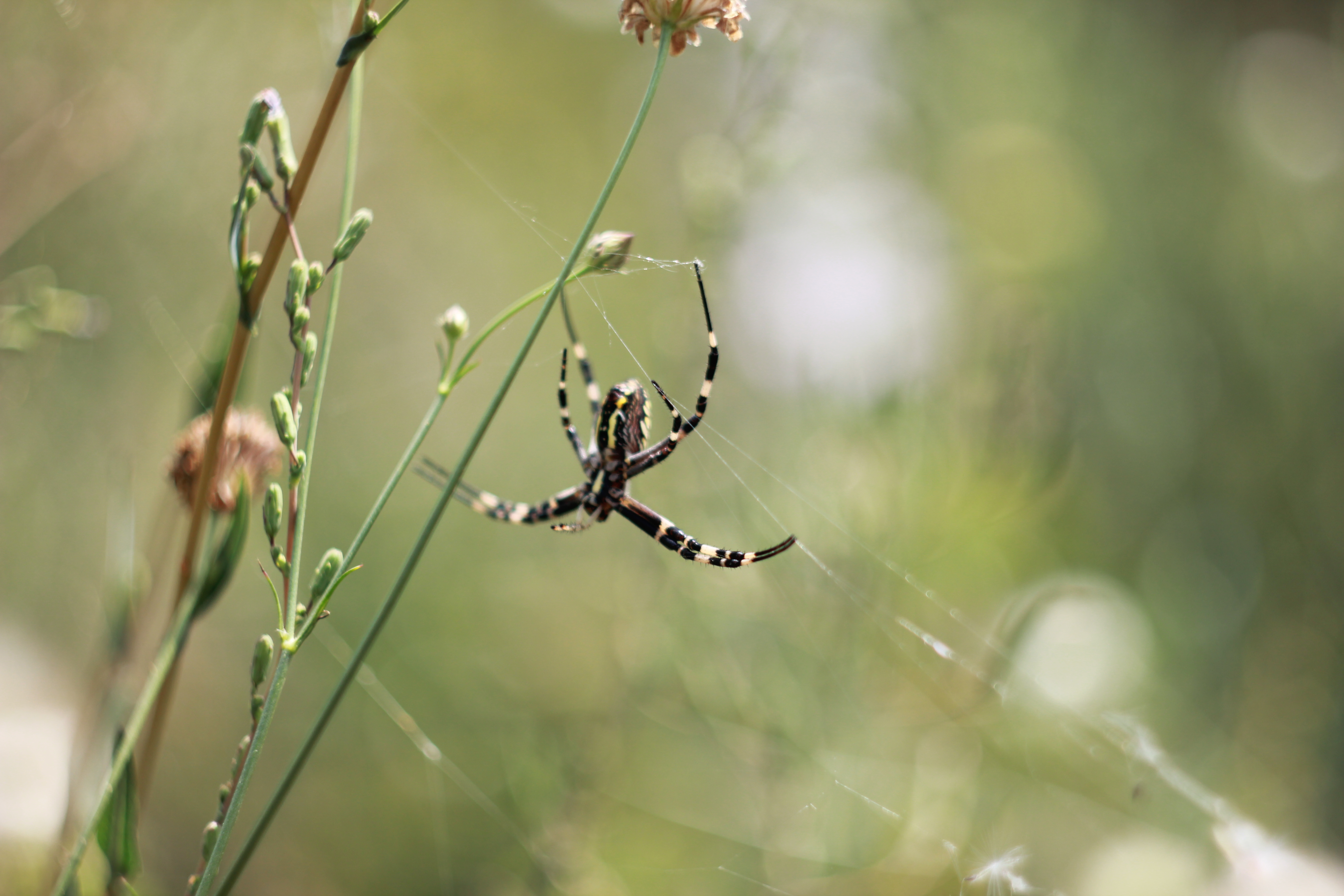
Păianjen
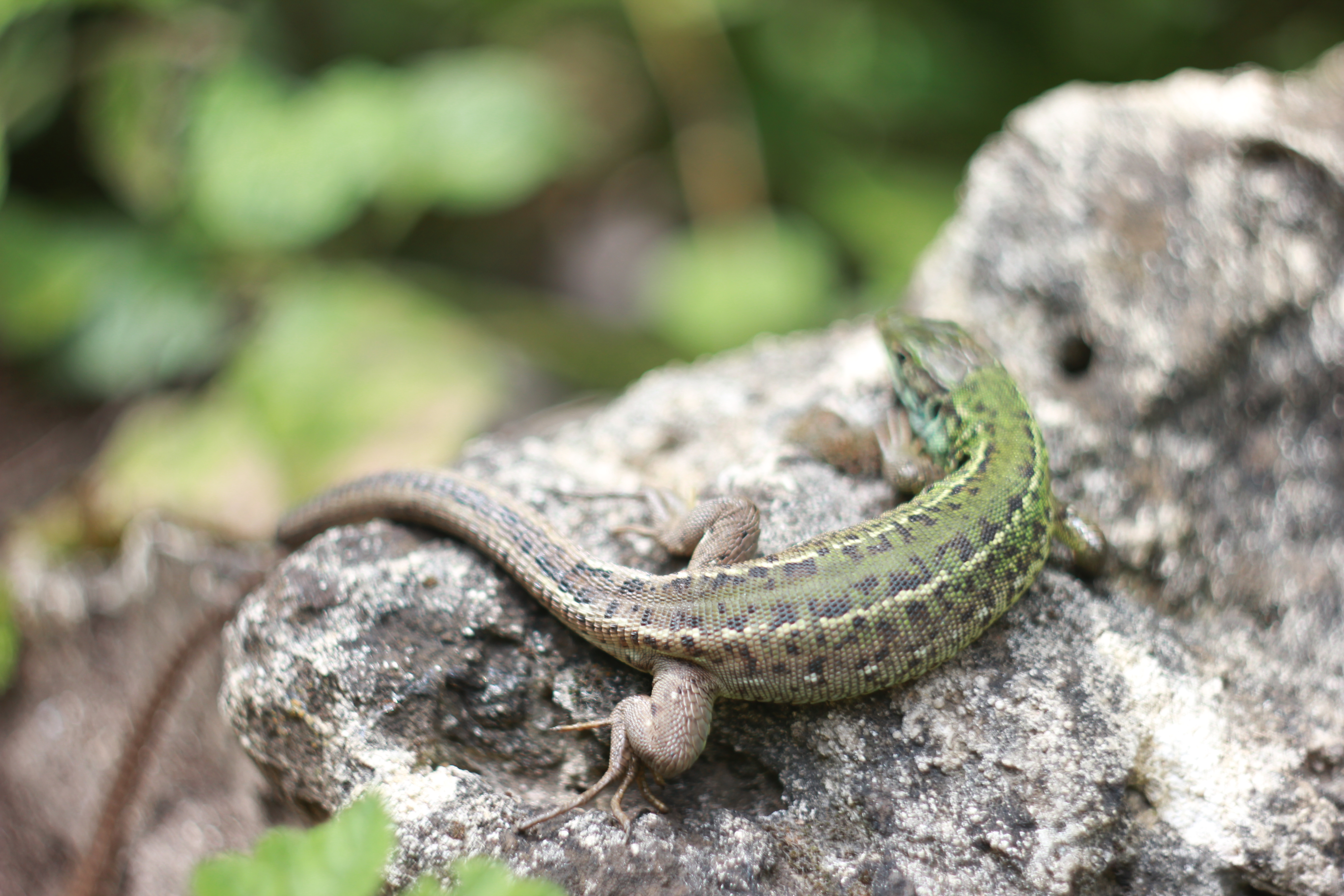
Șopârlă
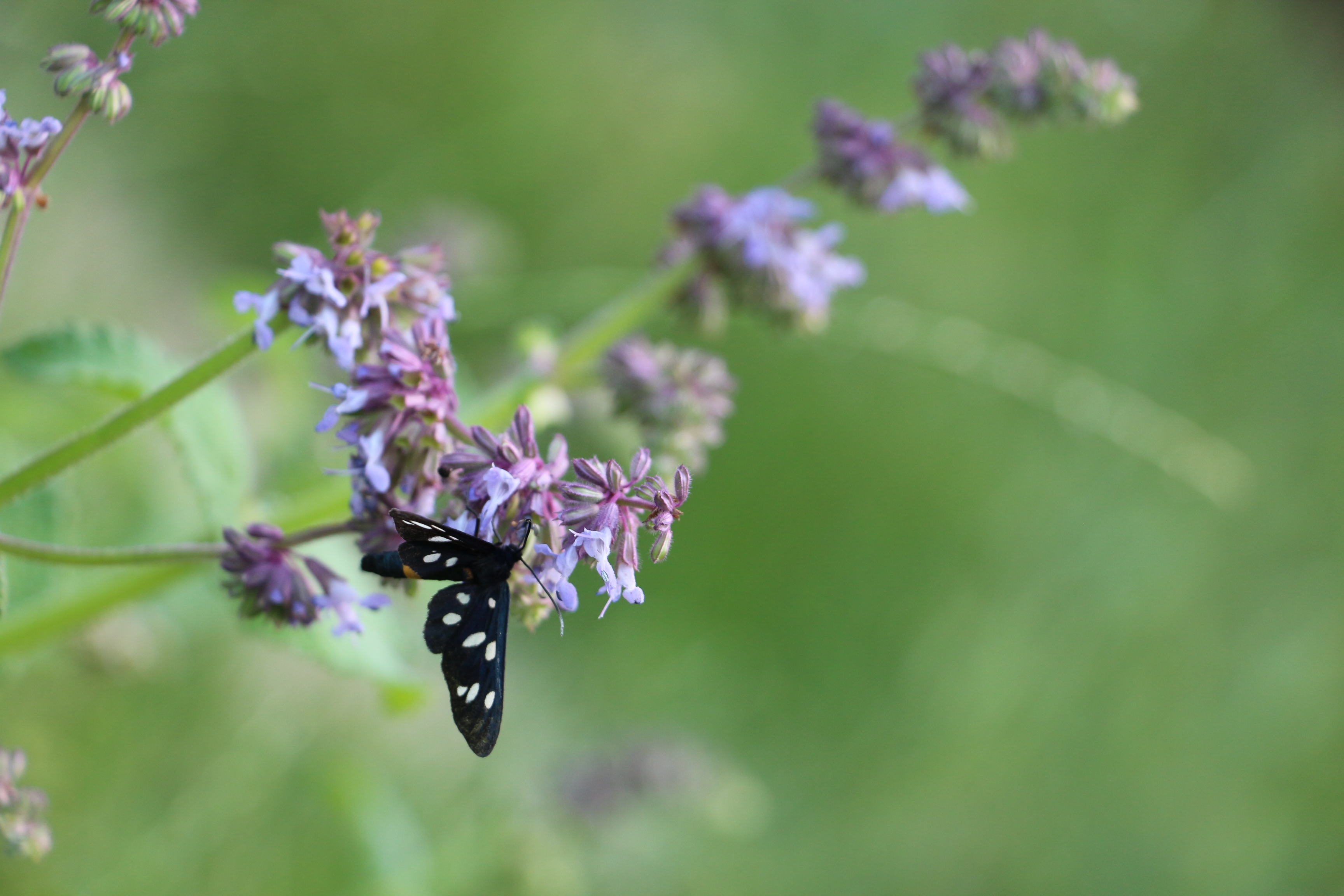
Fluture Fegea (Amata phegea)
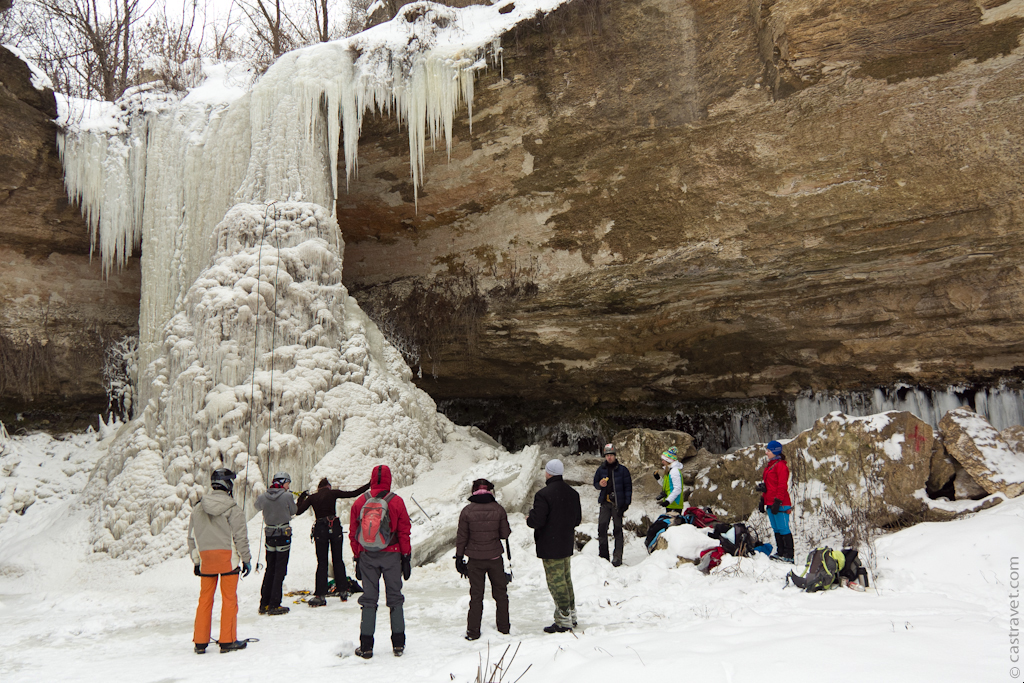
Cascada, înghețată
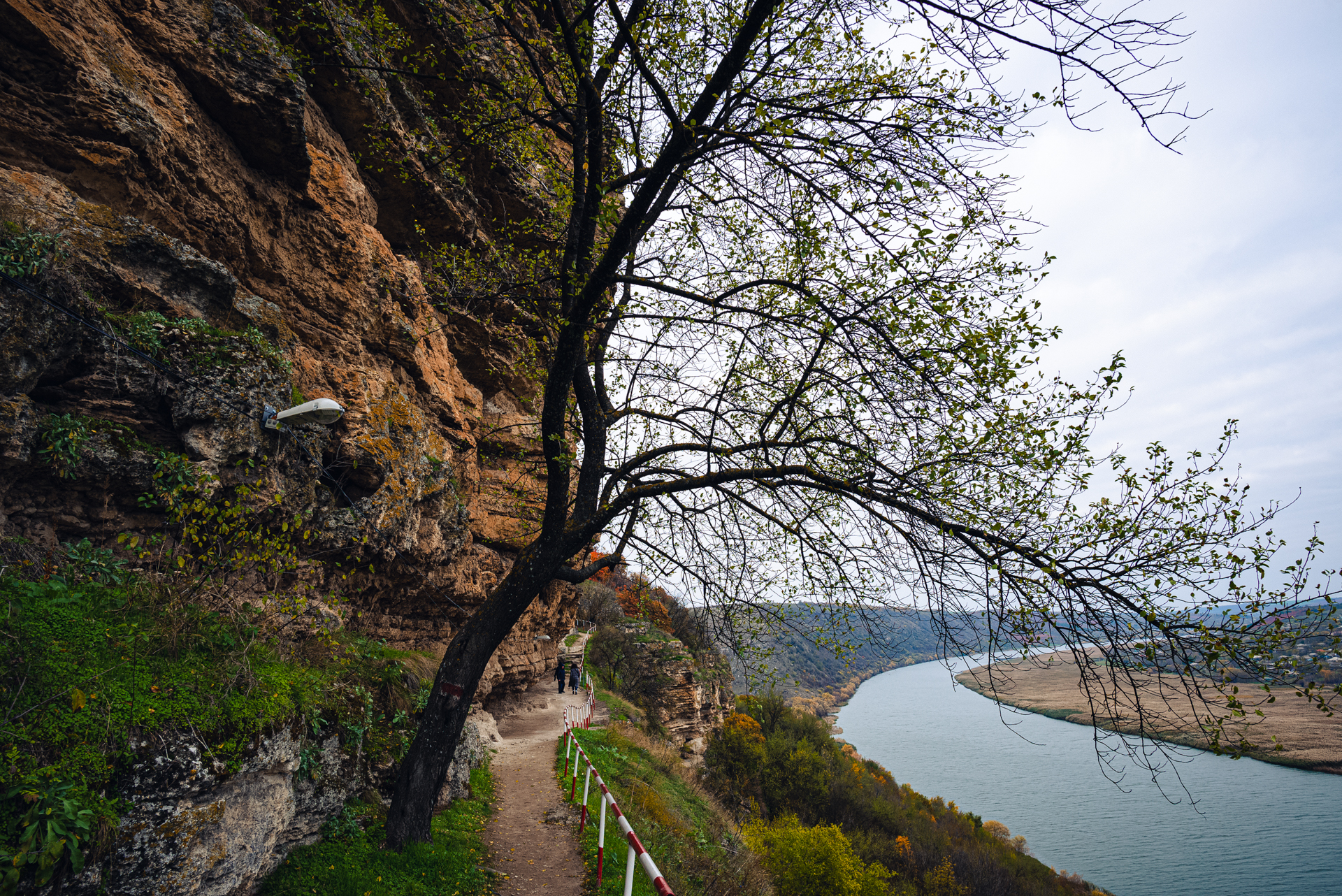